# Amstrad PenPad
Amstrad PenPad (PenPad) је био џепни рачунар фирме Амстрад (Amstrad) који је почео да се производи у Уједињеном Краљевству током 1993. године.
Користио је Zilog Z8S180 (Z80 компатибилан) микропроцесорску јединицу а RAM меморија рачунара је имала капацитет од 128 KB. 
Као оперативни систем кориштен је систем специфичан за PenPad.

## Детаљни подаци
Детаљнији подаци о рачунару PenPad су дати у табели испод.
|                       |                                                            |
| [ 1 ]                 |                                                            |
| Произвођач            | Амстрад                                                    |
| Тип                   | џепни рачунар                                              |
| Меморија              | 128 KB                                                     |
| Поријекло             | Уједињено Краљевство                                       |
| Година                | 1993                                                       |
| Тастатура             | Touch-screen                                               |
| Процесор              |                                                            |
| Фреквенција процесора | 14,3                                                       |
| RAM                   | 128 KB                                                     |
| ROM                   | непознато                                                  |
| Текст                 |                                                            |
| Графика               | 240 x 320 тачака                                           |
| Боја                  | једна боја                                                 |
| Звук                  | мали звучник                                               |
| Димензије             | 6,3 (висина) x 4,3 (ширина) x 1 (дубина) инча / 0,87 фунти |
| Портови               |                                                            |
| Оперативни систем     | посебни за                                                 |